# Spy/Master
Spy/Master és una mini sèrie de televisió d'espies romanesa creada per Adina Sădeanu i Kirsten Peters. Ambientada durant la darrera etapa del govern de Nicolae Ceaușescu, quan va intentar crear un culte a la personalitat al voltant de la seva figura, explica la història d'un agent dels serveis secrets, la Securitate, que, veient la paranoia del president decideix fugir i desertar als Estats Units d'Amèrica. Es va emetre al canal HBO Romania a partir del 19 de maig de 2023.
La història està basada en el cas real de l'agent Ion Mihai Pacepa, el qual fou secretari d'estat del Ministeri de l'Interior, cap adjunt del Departament d'Intel·ligència Exterior (Securitate) i assessor personal de Nicolae Ceaușescu; i que aquí interpreta l'actor romanès Alec Secareanu, conegut per l'aparició en d'altres sèries com Happy Valley, Strike Back o The Missing.

## Argument
Victor Godeanu és la mà dreta del president romanès Nicolae Ceaușescu i el seu conseller més important. Però alhora també és un agent del KGB rus, i la seva tapadora corre el risc de veure's compromesa per la necessitat que sent de fugir de Romania i allunyar-se del culte a la personalitat que està instaurant el president. Godeanu utilitza un viatge diplomàtic a la República Federal d'Alemanya per posar-se en contacte amb un membre de l'ambaixada dels Estats Units, mostrant la seva intenció de desertar i col·laborar amb la CIA per lliurar-los informació sobre el govern romanès.

## Repartiment
- Alec Secăreanu com a Victor Godeanu, assessor personal del president Ceaușescu.
- Parker Sawyers com a Frank Jackson, membre de l'ambaixada dels Estats Units a Bonn i agent de la CIA.
- Svenja Jung com a Ingrid Von Weisendorf, una agent encoberta de l'Stasi i, al mateix temps, ex companya de Victor Godeanu.
- Ana Ularu com a Carmen Popescu, espia que treballa per als serveis secrets de contraespionatge romanès.
- Claudiu Bleonț com a Nicolae Ceaușescu, president de Romania.
- Elvira Deatcu com a Elena Ceaușescu, esposa de Nicolae Ceaușescu.
- Laurențiu Bănescu com a Mircea Voinea, cap dels serveis secrets de contraespionatge romanès.
- Andreea Vasile com Adela Godeanu, dona del Victor.
- Alexandra Bob com a Ileana Godeanu, filla del Victor.

## Localització
La filmació de la sèrie va tenir lloc tant a Romania com a Hongria.